# Muna Lee
Muna Lee (Little Rock, 30 oktober 1981) is een Amerikaanse sprintster, die in de 100 en 200 m gespecialiseerd is.

## Loopbaan
Haar eerste succes boekte Lee in 2002 en 2003 door de 60 m bij de Amerikaanse universiteits(NCAA-)kampioenschappen te winnen. In 2004 behaalde ze op de 200 m een tweede plaats bij de Amerikaanse olympische selectiewedstrijden. Op de Olympische Spelen van 2004 in Athene kwalificeerde ze zich voor de finale, waarin ze een zevende plaats behaalde.
Op de wereldkampioenschappen van 2005 in Helsinki werd Muna Lee zevende op de 100 m en won ze met het Amerikaanse estafetteteam, bestaande uit Angela Daigle, Muna Lee, Me'Lisa Barber, Lauryn Williams een gouden medaille op de 4 x 100 m estafette.
Ook in 2008 toonde Lee haar goede vorm door de 100 m bij de Amerikaanse olympische selectiewedstrijden te winnen in 10,85 s. Op de Olympische Spelen van 2008 in Peking nam ze deel aan de 100 en de 200 m. Op beide onderdelen plaatste ze zich voor de finale. Op de 100 m werd ze vijfde in 11,07 en op de 200 m vierde in 22,01.

## Titels
- Wereldkampioene 4 x 100 m - 2005
- Amerikaans kampioene 100 m - 2008
- NCAA-indoorkampioene 60 m - 2003, 2004
- NCAA-indoorkampioene 200 m - 2002, 2003

## Persoonlijk records
Outdoor
| Onderdeel | Prestatie | Datum            | Plaats |
| --------- | --------- | ---------------- | ------ |
| 100 m     | 10,85 s   | 28 juni 2008     | Eugene |
| 200 m     | 22,01 s   | 21 augustus 2008 | Peking |

Indoor
| Onderdeel | Prestatie | Datum            | Plaats       |
| --------- | --------- | ---------------- | ------------ |
| 55 m      | 6,73 s    | 9 februari 2003  | Gainesville  |
| 60 m      | 7,11 s    | 27 februari 2005 | Boston       |
| 200 m     | 22,49 s   | 14 maart 2003    | Fayetteville |

## Palmares

### 100 m
- 2005: 7e WK - 11,09 s
- 2008: 5e OS - 11,07 s

### 200 m
- 2004: 7e OS - 22,87 s
- 2004: 4e OS - 22,01 s
- 2009: 4e WK - 22,48 s

### Golden en Diamond League-podiumplekken
- 2004:  Meeting Gaz de France 200 m – 22,49 s
- 2008:  Meeting Gaz de France 200 m – 22,59 s
- 2014:  Bislett Games 100 m – 11,37 s

### 4 x 100 m
- 2005:  WK - 41,78 s

1983 Gladisch, Koch, Auerswald, Göhr · 
1987 Brown, Williams, Griffith-Joyner, Marshall · 
1991 Duhaney, Cuthbert, McDonald, Ottey · 
1993 Bogoslovskaja, Maltsjoegina, Voronova, Privalova · 
1995 Mondie-Milner, Guidry-White, Gaines, Torrence · 
1997 Gaines, Jones, Miller, Devers · 
1999 Fynes, Sturrup, Davis-Thompson, Ferguson · 
2001 Paschke, G. Rockmeier, B. Rockmeier, Wagner · 
2003 Girard, Hurtis-Houairi, Félix, Arron · 
2005 Daigle, Lee, Barber, Williams · 
2007 Williams, Felix, Barber, Edwards · 
2009 Facey, Fraser, Bailey, Stewart · 
2011 Knight, Felix, Myers, Jeter · 
2013 Russell, Stewart, Calvert, Fraser-Pryce · 
2015 Campbell-Brown, Morrison, Thompson, Fraser-Pryce · 
2017 Brown, Felix, Akinosun, Bowie · 
2019 Whyte, Fraser-Pryce, Smith, Jackson · 
2022 Jefferson, Steiner, Prandini, Terry · 
2023 Davis, Terry, Thomas, Richardson